# James Paddon
James Paddon (23 septembre 1811, Portsea, Hampshire, Angleterre - 13 février 1861, île Nou, Nouvelle-Calédonie) est un navigateur-négociant anglais, santalier, colon, pionnier aux Nouvelles-Hébrides et en Nouvelle-Calédonie.

## Ses premières années
Le début de sa vie reste méconnue. Originaire de Portsea, l'île où se trouve Portsmouth dans le Hampshire, dans le sud de l'Angleterre. Cinquième d'une famille de dix enfants, son père était pilote.  Il semblerait que Paddon quitta la Royal Navy avec le grade de midshipman (aspirant) en Australie.
On le retrouva ensuite en 1840 en Chine, il est Capitaine du brick Brigand pour le compte d'un Parsi Heerjeebhoy Rustomjee, son commanditaire et propriétaire du navire. Sans doute se livrait-il au trafic de l’opium. 

## Les Nouvelles-Hébrides jusqu'en 1852[4]
C'est vers 1841-1842 que le capitaine entendit parler de santal aux Nouvelles-Hébrides (cette marchandise était très recherchée par les Chinois et très lucrative). Avec l'accord de son commanditaire, Paddon projeta de coloniser une île de l'archipel pour y installer un dépôt ou un comptoir. Il amena donc une cargaison de marchandises en Nouvelle-Zélande, le bénéfice de la vente devant financer l’expédition. Le capitaine tint ensuite une réunion publique à Wellington pour annoncer ses plans. Rassemblant un groupe de colons dont trente bûcherons, seize Chinois et six Maoris, il quitta Auckland le 5 octobre 1843 pour les Nouvelles-Hébrides.
Sans que l'on sache vraiment pourquoi, Paddon fit une halte à Maré (une des îles Loyauté). Mais au bout de trois jours, alors que rien ne le laissait présager, l'équipage fut attaqué par les indigènes. Dix sept de ses hommes perdirent la vie dans cette attaque. Paddon réussit pourtant à se dégager et fit voile vers l'île Norfolk pour y débarquer deux blessés, avant de continuer sur Newcastle (Nouvelle-Galles du Sud, Australie). Dans sa déposition à Norfolk, "il affirma qu'il avait aussitôt arrêté le feu et tenté de rétablir de bonnes relations. Un tel geste était vraiment dans son caractère et semble exact car le grand chef Naïsseline lui rendit plusieurs hommes qui s'étaient trouvés à terre".
Ce fut probablement vers janvier 1844 que le brick Brigand arriva à Inyeuc (Mystery Island), îlot dans la baie d'Anelguahat au sud-ouest d'Anatom (Nouvelles-Hébrides). L'exposition était bonne, et l'îlot, déjà fréquenté par les baleiniers, était considéré comme hanté par les indigènes (le problème de sécurité était donc résolu). Paddon décida donc d'en faire un comptoir et acheta Inyeuc sans difficulté contre une hache, une couverture et un fil de perles de traite.
Le capitaine voulait développer trois activités sur l’îlot : le santal, la pêche (au trépang et poisson fumé) et un comptoir pour le ravitaillement en eau douce et en vivres ainsi que pour les réparations d'urgence.
L'exploitation du santal marcha bien. Deux cents tonnes de bois de santal quittèrent l’île en 1847 et trois bateaux partirent pour la Chine en 1848.
Dès avril 1844 (trois mois après l’installation de son comptoir) une annonce paraît dans la presse australienne et néo-zélandaise : « Le Capitaine Paddon a l'honneur d'informer les capitaines de navires baleiniers ou marchands qu'il possède un comptoir dans l'île d'Anatom, par 170°15' de longitude Est et 20° 20' de latitude sud, où ceux-ci trouveront à s'approvisionner en eau douce, viande et légumes frais ainsi qu'en tous accessoires nécessaires à la navigation »,.
L'installation du comptoir fut néanmoins difficile car un concurrent apparut moins de deux ans après sa création : Robert Towns (en). Paddon ne lui pardonna d'ailleurs jamais cette concurrence, car peu de baleiniers passaient par l'îlot. Début 1846, le capitaine apprit que son commanditaire, Heerjeebhoy Rustomjee, était couvert de dettes. Paddon se trouva donc un nouveau commanditaire : la firme Thacker & Co à Sydney. Cet apport d'argent frais permit de faire venir des collaborateurs avec leur famille, des charpentiers de marine (ils fabriquaient des embarcations pour les collectes dans l'archipel), du bétail en grosse quantité (chevaux, moutons…), des provisions, des bateaux, des marchandises de traite pour le troc, du charbon. Il permit aussi d'acheter (ou de construire ?) un cotre, le Rover's Bride, pour la liaison Sydney – Anatom.
Paddon créa à Anatom « un chantier de construction navale et la plupart de ses goélettes en sortirent : Governor, Rover's Bride, Master Bell, Speck, Bluebell, New Forest, Black Dog. Seules les plus grosses unités, comme la Julia Percy, de 102t., furent construites à Parramatta ».
Le 14 mai 1848, les missionnaires maristes, chassés de Balade en Nouvelle-Calédonie, débarquèrent. Le 29 juillet 1848, ce fut le tour du pasteur anglican John Geddie (en) et de sa femme. Mais ces deux derniers dénoncèrent les mœurs des Européens et furent constamment en conflit avec Paddon (lequel était très têtu, et ne mâchait pas ses mots). Petit à petit le capitaine préféra les missionnaires catholiques français.
Comme Inyeuc prenait sa vitesse de croisière, et que le climat était pesant, Paddon délaissa l'îlot pour explorer les archipels afin d'installer de nouveaux comptoirs. En mars 1850, les missionnaires français, découragés, se replièrent sur l'île des Pins (Nouvelle-Calédonie). Le capitaine se retrouva seul avec Geddie qui lui mena une guerre ouverte. Paddon avait aussi des problèmes de santé (fièvres) dus au climat, et il n'y avait plus de bois de santal à exploiter sur l'île. Il quitta Anatom pour s'installer à Tanna, proche d'Erromango. Il y vivra avec une femme indigène de Tanna, Naitani, qui sera sa compagne jusqu'à sa mort et dont il eut 4 filles.
Le climat de Tanna n'étant pas meilleur que celui d'Anatom, il quitta définitivement les Nouvelles-Hébrides en 1852 pour un pays plus « sain », la Nouvelle-Calédonie. Seules deux antennes furent maintenues à Erromango et à Tanna.

## Puis la Nouvelle-Calédonie[8]
Paddon avait réussi "à établir une équipe à terre" à l'ìle des Pins dès 1846 malgré l'hostilité des habitants envers les européens les années précédentes.
On ne sait pas exactement à quelle date, Paddon découvrir l'île du Bouzet ou île Nou (en 1843 ou en 1845 ou encore plus tard ?). Toujours est-il que le capitaine voulut s'y installer mais cette île dépendait des Gambwa, tribu du chef Kuindo « qui s'était déjà taillé une sinistre réputation en grignotant quelques santaliers trop hardis ». Les contacts furent néanmoins encourageants.
Avec la découverte du canal Woodin en 1847 et du passage de la Havannah, la baie de Boulari prit de l'importance. Elle devint le débouché d'une voie de navigation pour aller à Sydney, sur la côte Est, et aux Nouvelles-Hébrides. Paddon acheta donc l'île Nou à Kuindo contre des barils de tabac en figue et des étoffes. L'installation, épisodique en 1851, sur le côté Nord-Ouest de l'île (anse Paddon) était à l'abri des vents dominants, près d'une source. Les populations des alentours prirent l'habitude de venir y faire du troc (du santal, de la nacre, du coprah, des bêches de mer, ou des écailles de tortue contre des haches, des clous, du tissu, et surtout du tabac). Petit à petit, l'établissement prit forme. C'est sur la presqu'île faisant face à l'île Nou que l'administration de la nouvelle colonie française de Nouméa installa son chef-lieu, baptisé Port-de-France, en 1854.
En 1855, Knochblauch, le chef comptable, décrivait ainsi les installations : « une modeste maison en charpente couverte en paille servant de magasin avec une chambre à coucher à chaque bout ». Un magasin pour le capitaine et sa famille, avec une chambre pour Knoblauch, était en construction. « A la pointe de l'île Nou, il y avait un immense hangar et un four à chaux ». Le hangar comportait « une machine à vapeur, une forge, des établis de charpentier, de menuisier, et tout ce qu'il fallait pour réparer les navires et les embarcations et même pour en construire à neuf. D'autres grands magasins en maçonnerie étaient en voie de construction pour abriter tous les produits de l'île et de vastes quantité de marchandises ». Quatre vingt européens et deux cents indigènes travaillaient pour Paddon. Ils étaient tous logés, pour les « Européens dans des maisonnettes avec leurs femmes », pour les Mélanésiens « dans des cases éparpillées dans l'île Nou ». Des jardiniers chinois entretenaient un jardin de légumes pour subvenir au besoin de tout ce petit monde.
Paddon faisait du commerce avec toutes les îles des mers du sud, élevait du bétail, des chevaux, des moutons et des porcs. Pour garder les bêtes, il employait des stockmen et en cas de besoin, montait des barrières. L'établissement comptait aussi deux stockyards, « un pour les recensements et le rassemblement des animaux, et un autre pour la boucherie ». La source (qui n'était jamais à sec même à la saison sèche) servait au village, mais aussi aux navires de Paddon et à la Marine impériale française (car on manquait d'eau à Port-de-France, future Nouméa).
Paddon avait aussi découvert une mine de charbon (baie de Morari à Boulari) et des traces d'or au Mont-Dore (d'où le nom) qui s'avérèrent être de la pyrite de cuivre. Le capitaine envoyait en Australie surtout du bois de santal, des bêches de mer, ou de l'huile de coco, mais aussi du poisson salé en grande quantité, des ailerons de requins (très appréciés des Chinois), de la peau de requin (qui remplaçait le papier de verre) et du foie de requin qui constituait une excellente huile très demandée.
L'île Nou représentait le « siège » des activités relayé tout autour de l'archipel néo-calédonien par des comptoirs. On les retrouvait sur les deux côtes et à l'île des Pins. La répartition était la suivante : « île des Pins, Nouméa, île Nou, St Vincent, Urai (La Foa), Koumac, Poum, Hienghène, île Balabio, Balade, Houaïlou et Canala ».
À chaque fois, les comptoirs, « toujours près de la mer », étaient « gérés par des hommes expérimentés ». La station comportait « une embarcation (en général une baleinière), une maison en bois du pays couverte en paille, et un hangar pour les produits de toutes sortes... »
Paddon possédait une vingtaine de navires. De temps en temps, ceux-ci apportaient les produits et le ravitaillement.
Sur les conseils du capitaine, les gérants de comptoirs « prenaient des femmes dans les tribus où ils étaient installés ». Un commerce d'échange s'instaurait : santal, bêches de mer, écailles de tortue, huile de coco contre des volailles, canards, cochons domestiques (élevage facile), chiens, du tabac en figue, des outils ou de la monnaie (sorte de billets au porteur imprimés à Sydney).
Pour la pêche aux bêches de mer, les Indigènes s'installaient sur des îlots, construisaient des cases et des hangars. Paddon fournissait les marmites pour faire bouillir les bêtes. La capitaine insistait sur la taille des bêches pour éviter leur disparition. Quand les animaux étaient bien secs, les indigènes les amenaient à la station.
La bonne entente entre les Mélanésiens et les gérants de comptoir (intérêts réciproques) et la bonne réputation de Paddon dans les tribus facilita l'installation française.
C'est en découvrant l’installation de Paddon à l'île Nou que Tardy de Montravel décida d'implanter la capitale de la colonie à Port-de-France. Le capitaine, installé en face, comprit vite tout le parti qu'il pouvait tirer d'une telle situation. Il fit donc venir cinquante têtes de bétail de Sydney. Son expérience lui permit d'organiser un service postal avec Sydney, de recruter de la main d’œuvre indigène pour les travaux dans Port-de-France, d'améliorer les relations avec les chefs indigènes, et de révéler l'emplacement de gisements de charbon.
Le 30 mars 1855, Paddon obtint une concession de cinq ans à dater du 1er avril 1855, pour la partie de l'île Nou qu'il occupait en remerciement des services rendus. Cependant il n'eut pas le droit d'exploiter le bois (« sauf pour des besoins de chauffage »). 
Le capitaine avait déjà installé une « succursale » à Païta sur les terres de Kuindo pour y faire de l'élevage et des essais de culture.
Petit à petit, un sentiment anglophobe se développa parmi les Français, Sydney étant contre la présence française, et Paddon, très fort puisqu'il avait le monopole des activités marchandes sur l'île. Sentant le vent tourner, il vendit l'île Nou contre 40 000 francs en liquide en 1857. Le 12 décembre 1858, il obtint, à condition de mise en valeur accélérée avec la venue de vingt deux colons dans les cinq ans, 4 000 hectares de terres à culture dans les bassins réunis des deux rivières Kari-Kouyé et Katiramona avec une bande étroite de terrain allant jusqu'à la baie de Dumbéa.
Il fit d'abord venir quatorze personnes (Antoine et Hélène Metzger et leurs fils Frantz et Théodore, la sœur d'Antoine, Catherine Human et son mari, Henrich et Maria Ohlen et leur fils Henri, Charles John Frédéric Gaertner et femme, et Thomas et Rachel Lynch et leur fille) de Sydney par le brick Speck en mai 1859. Ces « colons Paddon » recevaient vingt hectares de terre en propriété gratuite au bout de cinq ans. Au total, dix huit colons (dont MM. Abel, James, Ambrose, Sleath, Rey, Riese, Cheneval, Blair, Jouenne, Thorburn) sur les vingt deux prévus s'installèrent. Trois parcelles retournèrent donc au domaine public mais le titre de concession devint définitif.
Le capitaine Paddon se transforma en « gentleman farmer » ! Le 16 décembre 1859, il fit partie du premier comice agricole de la colonie.
James Paddon mourut le 13 février 1861 d'une inflammation de poitrine non soignée, à l'île Nou. Il fut d'abord enterré à Port-de-France. Ses restes furent ensuite transférés le 9 février 1866, sur la propriété de Païta, à Gadji, à la demande de la famille et des colons qu'il avait introduits. Ceux ci ont financé le mausolée commandé en Australie qui lui fut érigé,. La société James Paddon & Cie fut liquidée par son associé Charles Edwards. Les objets, meubles, marchandises et bétail ayant appartenu à la société furent vendus entre juillet et août 1861.

## Hommages
- Une école à Païta (Nouvelle-Calédonie) porte son nom[15].
- La villa-musée de Païta est consacrée aux « colons Paddon ».
- Le monument funéraire de James Paddon fait partie de la Liste des monuments historiques de la Province Sud (Nouvelle-Calédonie) depuis 2012.